# 物体
在物理学裡，物体（object，body）是物理实体（physical object/body/entity）的简称，指被认定为独一的、聚集的一群物质。例如，棒球可以被认为是一个物体；但是，棒球本身乃是由许多粒子形成的。
具体而言，物体是可以被经典力学或量子力学的理论描述的；也可以用科学仪器，做客观的实验，来证明这些理论的正确。这包括位置的测量，或在空间裡方位的测量，以及因为施力造成的这些测量值的改变。
例如，万有引力会使物体加速，如果此物体没有被固定住，导致它的位置改变。但是，值得注意的是，物体位置的改变并不须要有力量的存在－只有物体位置的变率，就是速度，会因力量的作用而改变。

## 参阅
- 刚体